# Lamaguère
Lamaguère är en kommun i departementet Gers i regionen Occitanien i sydvästra Frankrike. Kommunen ligger i kantonen Saramon som tillhör arrondissementet Auch. År 2022 hade Lamaguère 80 invånare.

## Befolkningsutveckling
Antalet invånare i kommunen Lamaguère
Referens:INSEE